# Chlidonoptera
Chlidonoptera es un género de mantis de la familia Hymenopodidae. Tiene cuatro especies:
- Chlidonoptera chopardi
- Chlidonoptera lestoni
- Chlidonoptera vexillum
- Chlidonoptera werneri